# Самодийцы

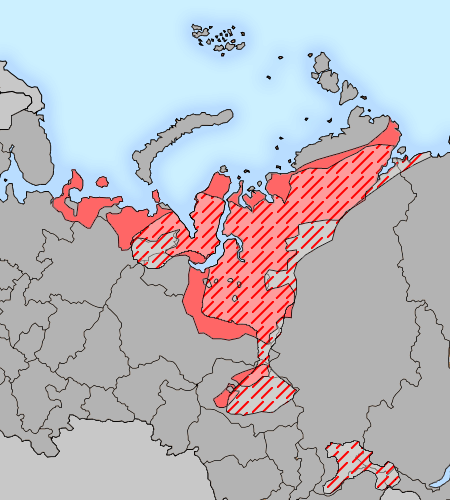
Географическое распространение самодийских языков (красный) в XVII веке (приблизительно; штриховка) и в конце XX века (сплошной фон) на современной карте России. Внизу справа виден ареал саянских самодийцев

Самоди́йцы, самое́ды — группа коренных сибирских народов: ненцев, энцев, нганасан, селькупов и саянских самодийцев: исчезнувших (камасинцы, койбалы, маторцы, карагасы) и существующих (сойоты), говорящих (или говоривших) на языках самодийской группы, образующих вместе с языками финно-угорской группы уральскую языковую семью. Большинство самодийских народов (ненцы, энцы, нганасаны, селькупы) проживает в Ненецком автономном округе, Архангельской области, Ямало-Ненецком автономном округе, Тюменской области и в Таймырском Долгано-Ненецком районе Красноярского края.

## Название
Поначалу самоедами (также «самоядь», «самоедины») называли только ненцев — самый крупный самодийский народ, но впоследствии это название стало использоваться и в качестве собирательного названия всех самодийских народов.
Название самодийцы образовано от русской диалектной формы самодин (единственное число), самоди (множественное число), использовавшейся в особенности в русской речи нганасан и энцев в качестве самоназвания этих групп. В 1930-е годы повсеместно заменяли старые русские названия народов России на новые, образованные от их самоназваний. Название самодийские народы, или самодийцы, было предложено в 1938 году советским лингвистом Г. Н. Прокофьевым вместо прозрачного по значению с точки зрения русского языка и потому обидного слова самоеды. В советской научной литературе название самодийцы стало общепринятым и окончательно утвердилось в русском языке, в то время как в других европейских языках употребляется старая форма навроде нем. Samojeden («самоеды»).

## История
В середине XVIII века, почти сразу же после открытия двух очагов расселения самодийских народов, северного и южного, разделённых широкой полосой земель расселения обских угров (хантов и манси), русской академической наукой были выдвинуты две гипотезы относительно того, какой из этих очагов был исходным районом самодийского этногенеза.
До настоящего времени доминирует так называемая «южная гипотеза», согласно которой древние самодийские скотоводческие племена сформировались на территории южной Сибири (Каракольская культура, Кулайская культура). В частности, профессор филологии и путешественник Матиас Кастрен предполагал, что в 1—2-м тысячелетиях в процессе переселения народов самоедские племена были вытеснены тюрками из пределов Саянского нагорья к северу, где они положили начало таким народам, как ненцы, энцы, нганасаны, селькупы. Часть же самодийцев, оставшихся на юге, согласно «южной гипотезе», впоследствии вошла в состав таких крупных народов Южной Сибири, как тувинцы, хакасы, шорцы и другие.
«Северная гипотеза», считающая южный очаг вторичным по сравнению с северным, до настоящего времени находит своих сторонников. В частности, её придерживается А. В. Головнёв.

## Численность и расселение
Численность самодийцев по переписи 2010 года составляет чуть более 48 тысяч человек. Живут самодийцы преимущественно на территории районов Крайнего Севера в Красноярском крае, Томской области, Ямало-Ненецком и Ненецком автономных округах.

Расселение самодийцев в Сибирском федеральном округе по городским и сельским поселениям в %, перепись 2010 г.
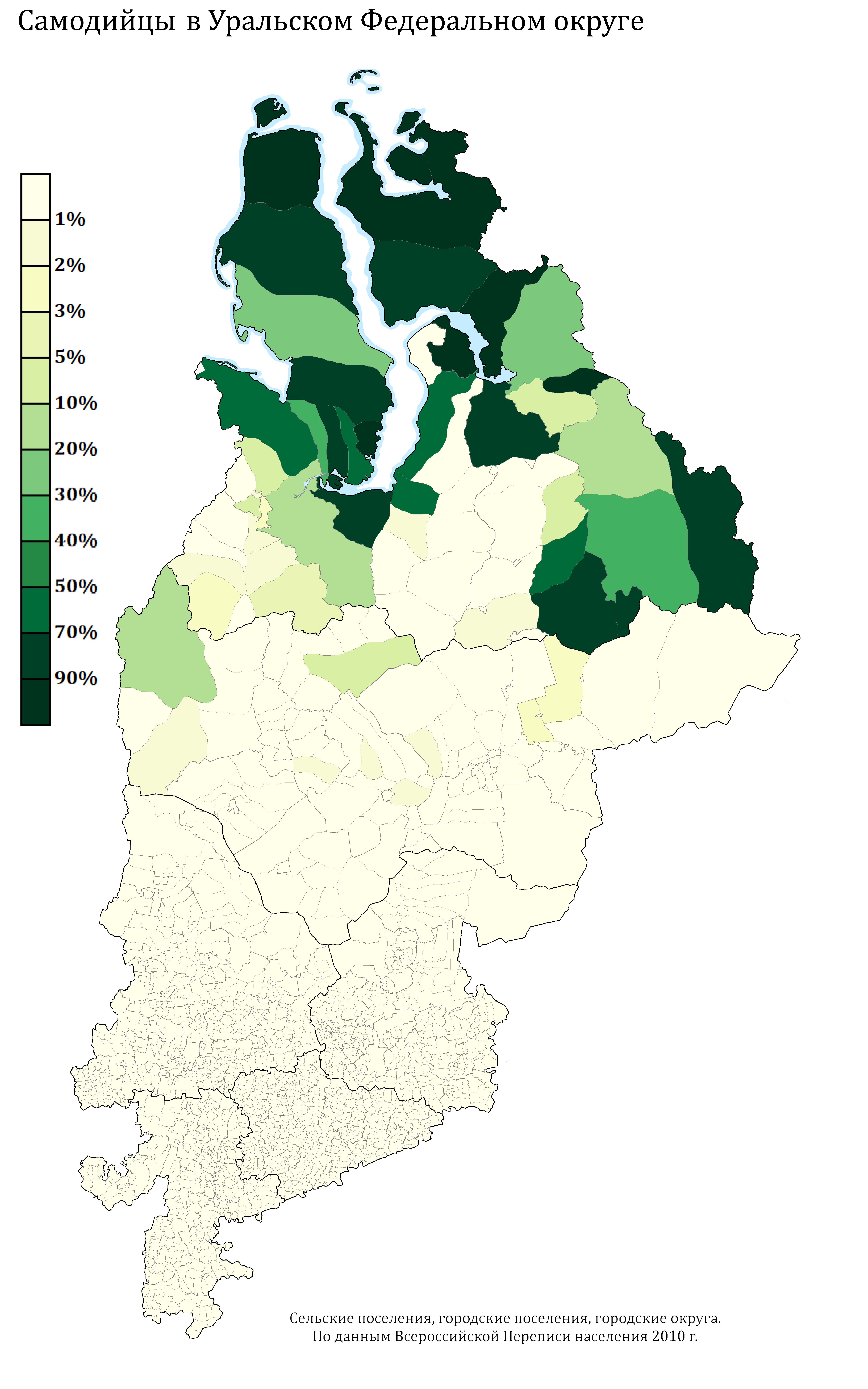
Расселение самодийцев в Уральском федеральном округе по городским и сельским поселениям в %, перепись 2010 г.
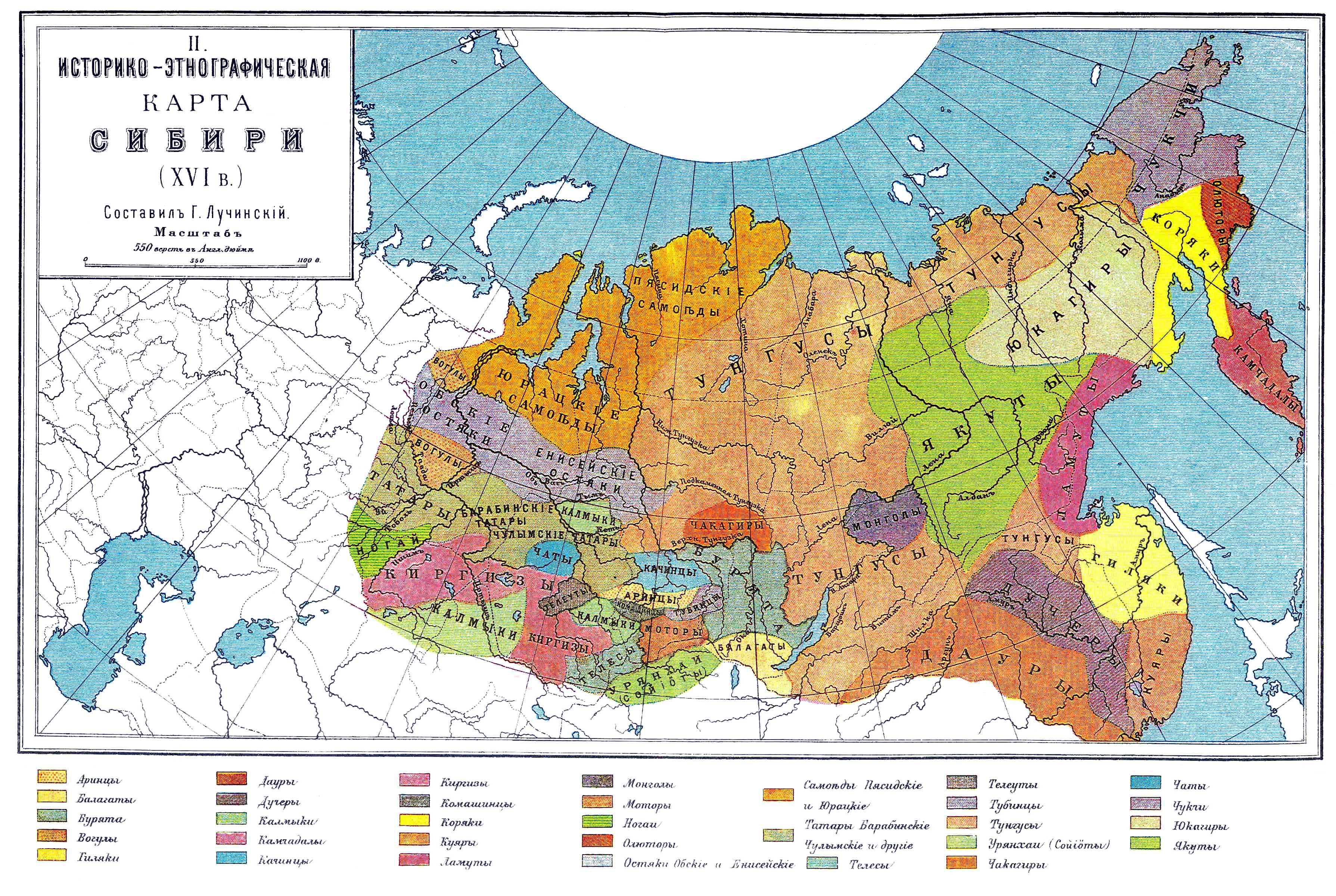
Историко-этнографическая карта Сибири (XVI в.). Изображение взято из Энциклопедического словаря Брокгауза и Ефрона